# Lõpe (Koonga)
Lõpe – wieś w Estonii, w prowincji Parnawa, w gminie Koonga.
W 2010 roku mieszkało tu 190 osób.